# Emma Roberto Steiner
Emma Roberto Steiner, née en 1852 à Baltimore et morte le 27 février 1929, est une compositrice et cheffe d'orchestre américaine. Elle est l'auteure de plusieurs centaines d'œuvres, dont sept opéras.

## Biographie
Son grand-père dirige la 16e Brigade du Maryland, qui remporte la bataille de North Point, près de Fort Mc Henry à Baltimore, le 13 septembre 1814, permettant à Francis Scott Key de finir la dernière strophe de The Star-Spangled Banner.
Elle a écrit sept opéras légers, des ballets, des ouvertures et des mélodies. Elle est en outre la première femme à avoir été rémunérée comme chef d'orchestre. Conried, administrateur du Metropolitan Opera, aurait dit qu'il l'aurait laissée diriger une représentation s'il avait osé mettre une femme armée d'une baguette face à un orchestre entièrement masculin. 
Selon des comptes rendus invérifiables, elle aurait dirigé six mille représentations de cinquante opéras différents.
Elle a également fondé la Emma R. Steiner Home pour musiciens âgés et infirmes à Bay Shore, Long Island.
Le 28 février 1925, elle dirige un concert au Metropolitan Opera pour commémorer le cinquantième anniversaire de sa première prestation de chef d'orchestre. Ses œuvres totalisent plus de deux cents numéros d'opus.